# Veselé (okres Piešťany)
Veselé je obec na Slovensku, v okrese Piešťany v Trnavském kraji.
V roce 2017 zde žilo 1 204 obyvatel.

## Historie
První písemná zmínka o obci Veselé pochází z 2. února 1310. V obci je římskokatolický kostel svatého Bartoloměje který byl postaven mezi lety 1736 až 1743 a kaple Povýšení svatého Kříže.

## Osobnosti
- Štefan Moyzes – římskokatolický biskup, pedagog, politik, zakladatel a první předseda Matice slovenské.